# Бербешу
Бербешу (рум. Berbeșu) — село у повіті Долж в Румунії. Входить до складу комуни Арджетоая.
Село розташоване на відстані 218 км на захід від Бухареста, 41 км на північний захід від Крайови.

## Населення
За даними перепису населення 2002 року у селі проживали 111 осіб, усі — румуни. Усі жителі села рідною мовою назвали румунську.